# Saint-Martin-au-Bosc
Pour les articles homonymes, voir Saint-Martin.
Saint-Martin-au-Bosc est une commune française située dans le département de la Seine-Maritime en région Normandie.

## Description

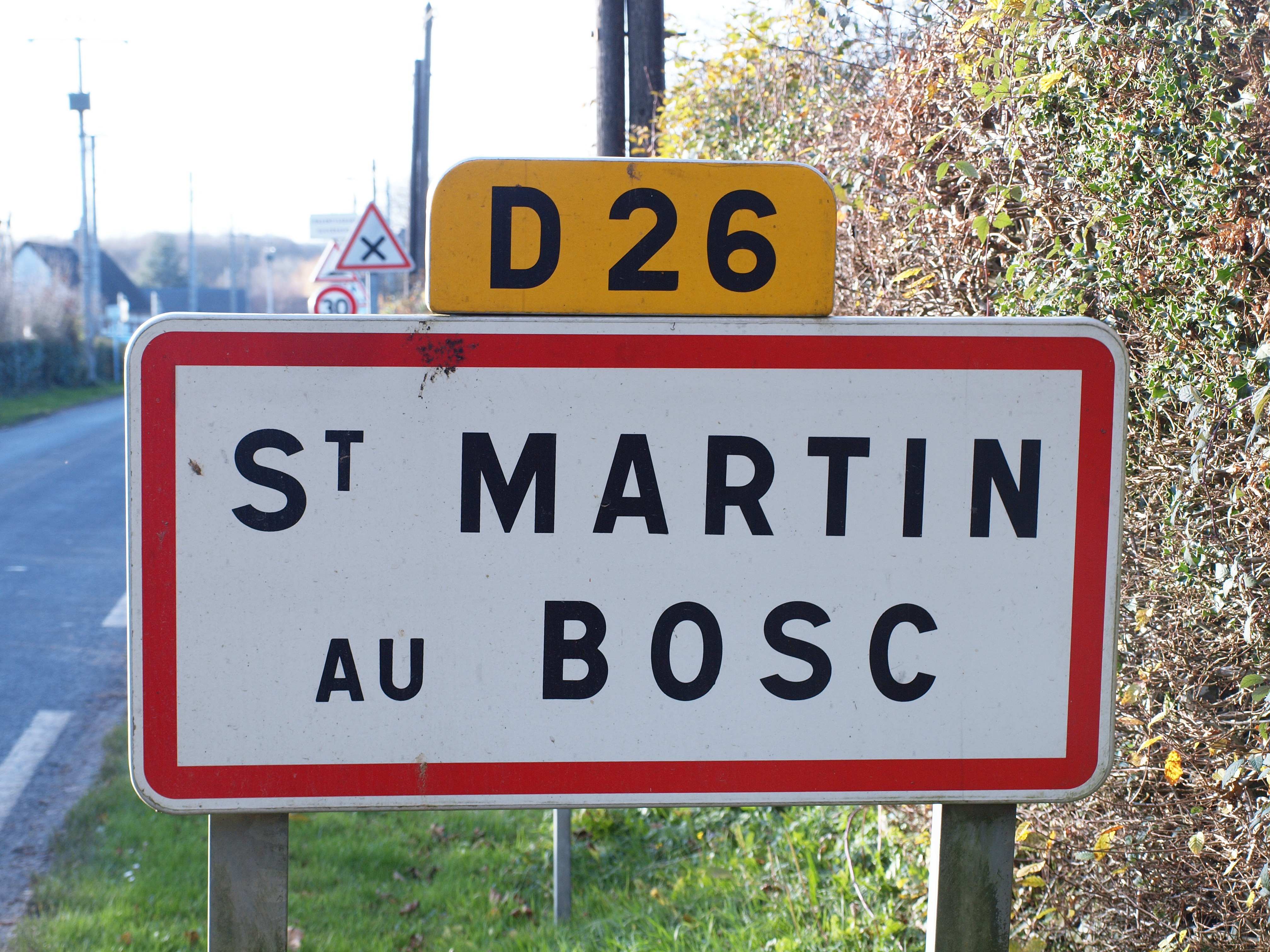

Saint-Martin-au-Bosc est un village périurbain normand surplombant la vallée de la Bresle situé à 33 km au sud-ouest d'Abbeville, 33 km au sud-est du Tréport et du littoral de la Manche, 60 km au nord-est de Rouen et 55 km au nord-ouest de Beauvais.
Il est aisément accessible depuis l'autoroute A28 et l'ex-RN 28 (actuelle RD 928).

### Communes limitrophes
| Réalcamp             | Campneuseville       |                        |
| Saint-Léger-aux-Bois | Saint-Martin-au-Bosc | Vieux-Rouen-sur-Bresle |
| Richemont            | Aubéguimont          |                        |

### Hydrographie
La commune est située dans le bassin Seine-Normandie. Elle n'est drainée par aucun cours d'eau,.

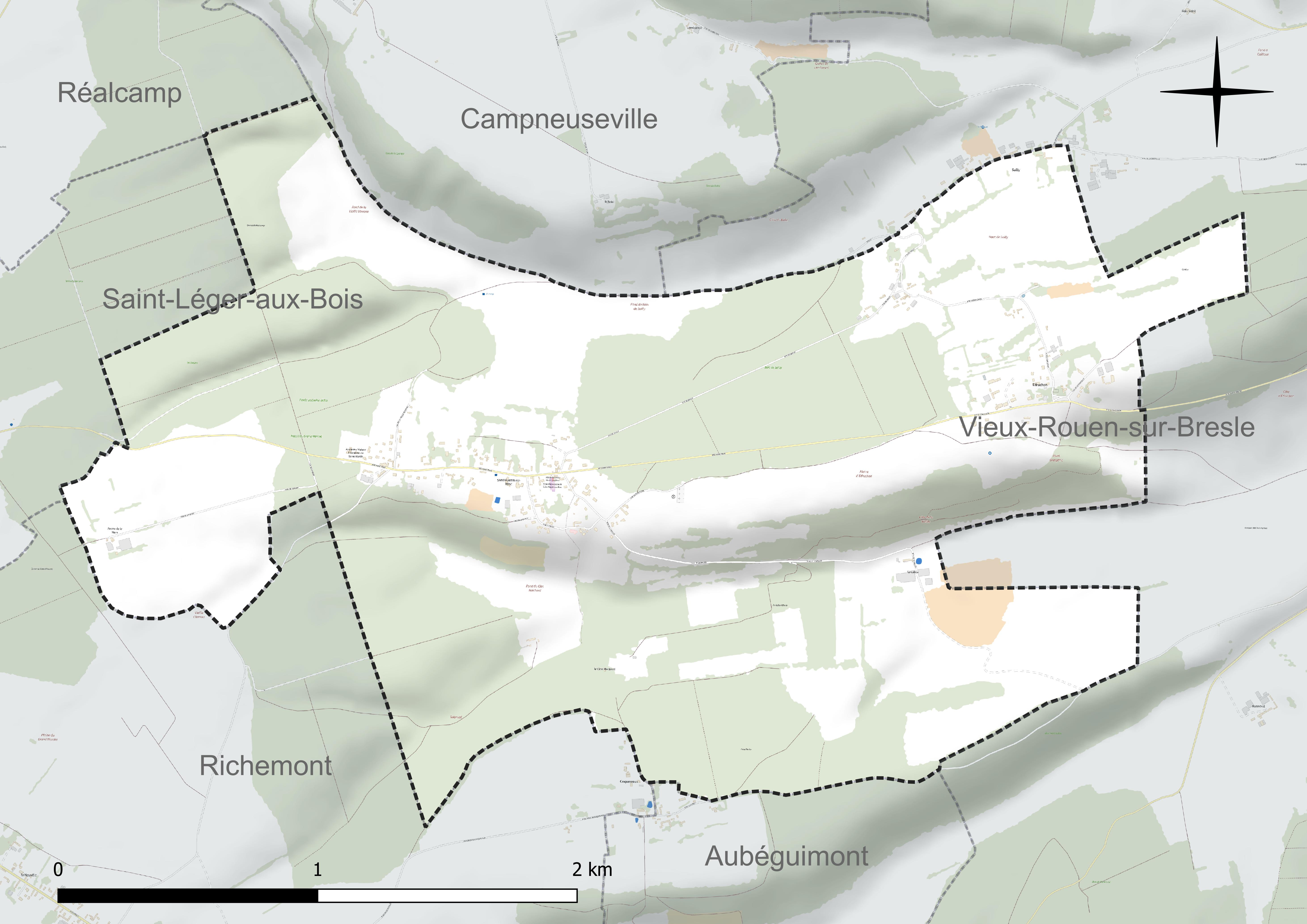
Réseau hydrographique de Saint-Martin-au-Bosc.

### Climat
Pour des articles plus généraux, voir Climat de la Normandie et Climat de la Seine-Maritime.
En 2010, le climat de la commune est de type climat océanique altéré, selon une étude du CNRS s'appuyant sur une série de données couvrant la période 1971-2000. En 2020, Météo-France publie une typologie des climats de la France métropolitaine dans laquelle la commune est exposée à un climat océanique et est dans la région climatique Côtes de la Manche orientale, caractérisée par un faible ensoleillement (1 550 h/an) ; forte humidité de l’air (plus de 20 h/jour avec humidité relative > 80 % en hiver), vents forts fréquents. Parallèlement le GIEC normand, un groupe régional d’experts sur le climat, différencie quant à lui, dans une étude de 2020, trois grands types de climats pour la région Normandie, nuancés à une échelle plus fine par les facteurs géographiques locaux. La commune est, selon ce zonage, exposée à un « climat contrasté des collines », correspondant au Pays de Bray, bien arrosé et frais.
Pour la période 1971-2000, la température annuelle moyenne est de 10 °C, avec une amplitude thermique annuelle de 14 °C. Le cumul annuel moyen de précipitations est de 782 mm, avec 13,5 jours de précipitations en janvier et 8,6 jours en juillet. Pour la période 1991-2020, la température moyenne annuelle observée sur la station météorologique la plus proche, située sur la commune d'Oisemont à 16 km à vol d'oiseau, est de 11,1 °C et le cumul annuel moyen de précipitations est de 801,4 mm,. Pour l'avenir, les paramètres climatiques de la commune estimés pour 2050 selon différents scénarios d’émission de gaz à effet de serre sont consultables sur un site dédié publié par Météo-France en novembre 2022.

## Urbanisme

### Typologie
Au 1er janvier 2024, Saint-Martin-au-Bosc est catégorisée commune rurale à habitat dispersé, selon la nouvelle grille communale de densité à sept niveaux définie par l'Insee en 2022.
Elle est située hors unité urbaine et hors attraction des villes,.

### Occupation des sols
L'occupation des sols de la commune, telle qu'elle ressort de la base de données européenne d’occupation biophysique des sols Corine Land Cover (CLC), est marquée par l'importance des territoires agricoles (55 % en 2018), une proportion identique à celle de 1990 (55 %). La répartition détaillée en 2018 est la suivante : 
forêts (40,2 %), prairies (26,4 %), terres arables (21,6 %), zones agricoles hétérogènes (7 %), zones urbanisées (4,8 %). L'évolution de l’occupation des sols de la commune et de ses infrastructures peut être observée sur les différentes représentations cartographiques du territoire : la carte de Cassini (XVIIIe siècle), la carte d'état-major (1820-1866) et les cartes ou photos aériennes de l'IGN pour la période actuelle (1950 à aujourd'hui).

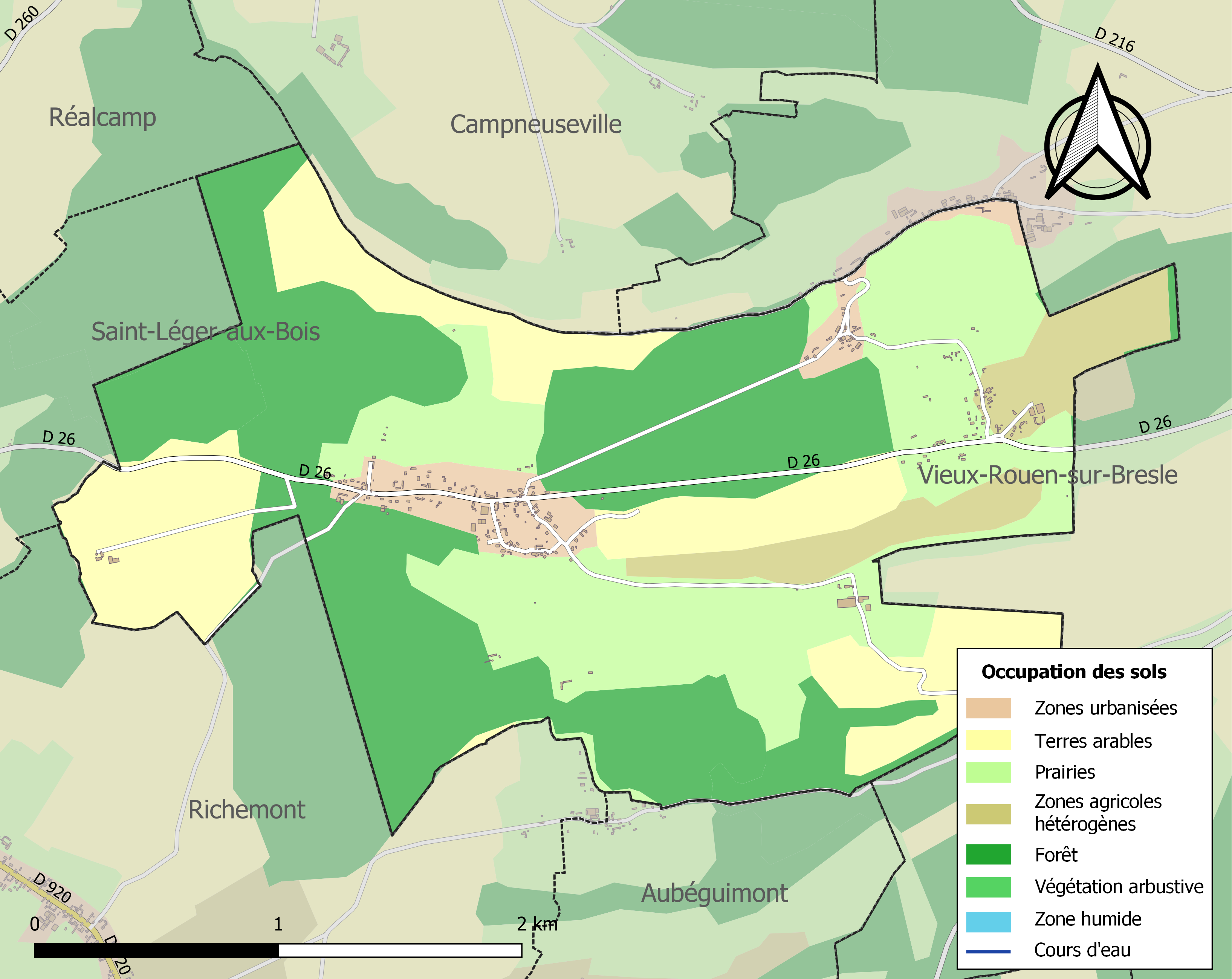
Carte des infrastructures et de l'occupation des sols de la commune en 2018 (CLC).

## Toponymie
Le nom de la localité est attesté sous la forme Sanctum Martinum de Silva en 1059, Ecclesie Sancti Martini de Bosco en 1145, 1151 et 1240, Sanctus Martinus in Bosco en 1337, Saint Martin en Bosc en 1431, 1433 et 1460, Saint Martin au Bosc au 1505, Saint Martin au Bosc en 1715,  Saint-Martin au Bois en 1757, Saint Martin au Bosc en 1793, Saint-Martin en 1801, Saint-Martin-au-Bosc en 1953.
L'hagiotoponyme Saint-Martin désigne Martin de Tours (mort en 397).
Bosc est un mot de l'ancien français, forme primitive de bois au sens d’« espace boisé ». Le mot existe encore sous cette forme graphique en normand et en occitan. On le trouve dans de nombreux toponymes et également dans certains patronymes. Bosc, (Bois) est le déterminant locatif  pour la partie du territoire communal qui est situé dans la Forêt d'Eu.
Un grand nombre de toponymes évoquent des arbres sacrés disparus depuis longtemps. De nombreux arbres s'entourent de légendes et servent de supports au culte des saints.

## Histoire
Saint-Martin-au-Bosc, correspondrait à l'ancien site de « Hinseville », attesté dès le haut Moyen Age.

## Politique et administration
| Période                                  | Période                      | Identité            | Étiquette | Qualité |
| ---------------------------------------- | ---------------------------- | ------------------- | --------- | ------- |
| Les données manquantes sont à compléter. |                              |                     |           |         |
| avant 1995                               |                              | Jean-Pierre Flahaut | DVD       |         |
| Les données manquantes sont à compléter. |                              |                     |           |         |
| mars 2001                                | mai 2020                     | Evelyne Couët,      |           |         |
| mai 2020,                                | En cours (au 1er avril 2021) | Jérémy Eldert       |           |         |

Le nombre d'habitants, au dernier recensement, étant compris entre 100 et 499, le nombre de membres du conseil municipal est de 11.

## Population et société

### Démographie
L'évolution du nombre d'habitants est connue à travers les recensements de la population effectués dans la commune depuis 1793. Pour les communes de moins de 10 000 habitants, une enquête de recensement portant sur toute la population est réalisée tous les cinq ans, les populations de référence des années intermédiaires étant quant à elles estimées par interpolation ou extrapolation. Pour la commune, le premier recensement exhaustif entrant dans le cadre du nouveau dispositif a été réalisé en 2004.

En 2022, la commune comptait 274 habitants, en évolution de +11,38 % par rapport à 2016 (Seine-Maritime : +0,35 %, France hors Mayotte : +2,11 %).
| 1793 | 1800 | 1806 | 1821 | 1831 | 1836 | 1841 | 1846 | 1851 |
| ---- | ---- | ---- | ---- | ---- | ---- | ---- | ---- | ---- |
| 470  | 454  | 468  | 471  | 506  | 469  | 500  | 501  | 475  |

| 1856 | 1861 | 1866 | 1872 | 1876 | 1881 | 1886 | 1891 | 1896 |
| ---- | ---- | ---- | ---- | ---- | ---- | ---- | ---- | ---- |
| 479  | 459  | 427  | 391  | 357  | 330  | 328  | 323  | 280  |

| 1901 | 1906 | 1911 | 1921 | 1926 | 1931 | 1936 | 1946 | 1954 |
| ---- | ---- | ---- | ---- | ---- | ---- | ---- | ---- | ---- |
| 254  | 273  | 251  | 221  | 242  | 202  | 208  | 225  | 217  |

| 1962 | 1968 | 1975 | 1982 | 1990 | 1999 | 2004 | 2006 | 2009 |
| ---- | ---- | ---- | ---- | ---- | ---- | ---- | ---- | ---- |
| 230  | 225  | 225  | 184  | 163  | 173  | 160  | 157  | 179  |

| 2014 | 2019 | 2022 | - | - | - | - | - | - |
| ---- | ---- | ---- | - | - | - | - | - | - |
| 232  | 261  | 274  | - | - | - | - | - | - |

### Principaux équipements
La commune se dote en 2021 d'une nouvelle salle polyvalente / salle des fêtes Évelyne  Couet, d'une surface de 153 m², en remplacement d'un équipement vétuste et amianté.

## Culture locale et patrimoine

### Lieux et monuments
- L'église.

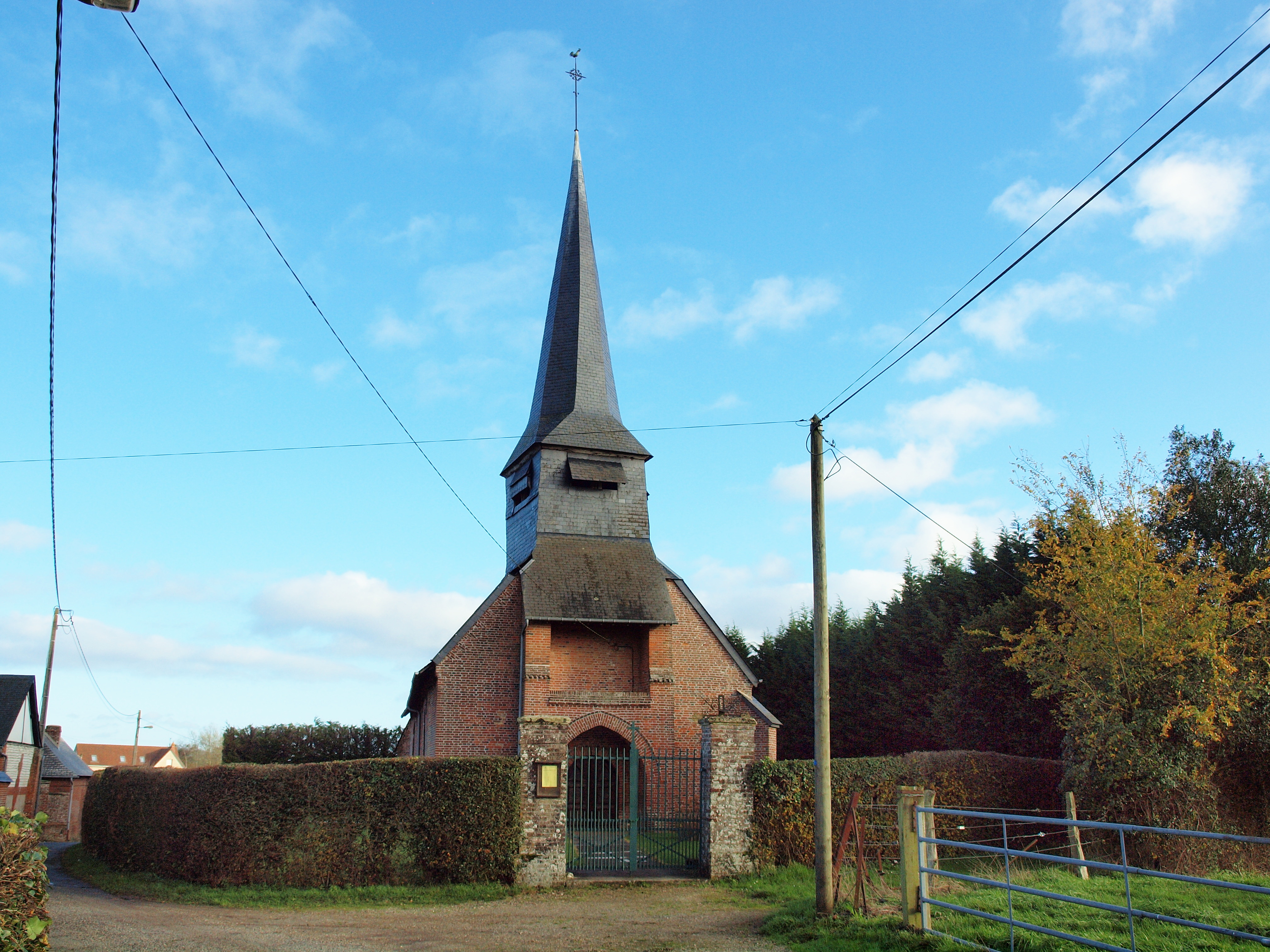
L'église
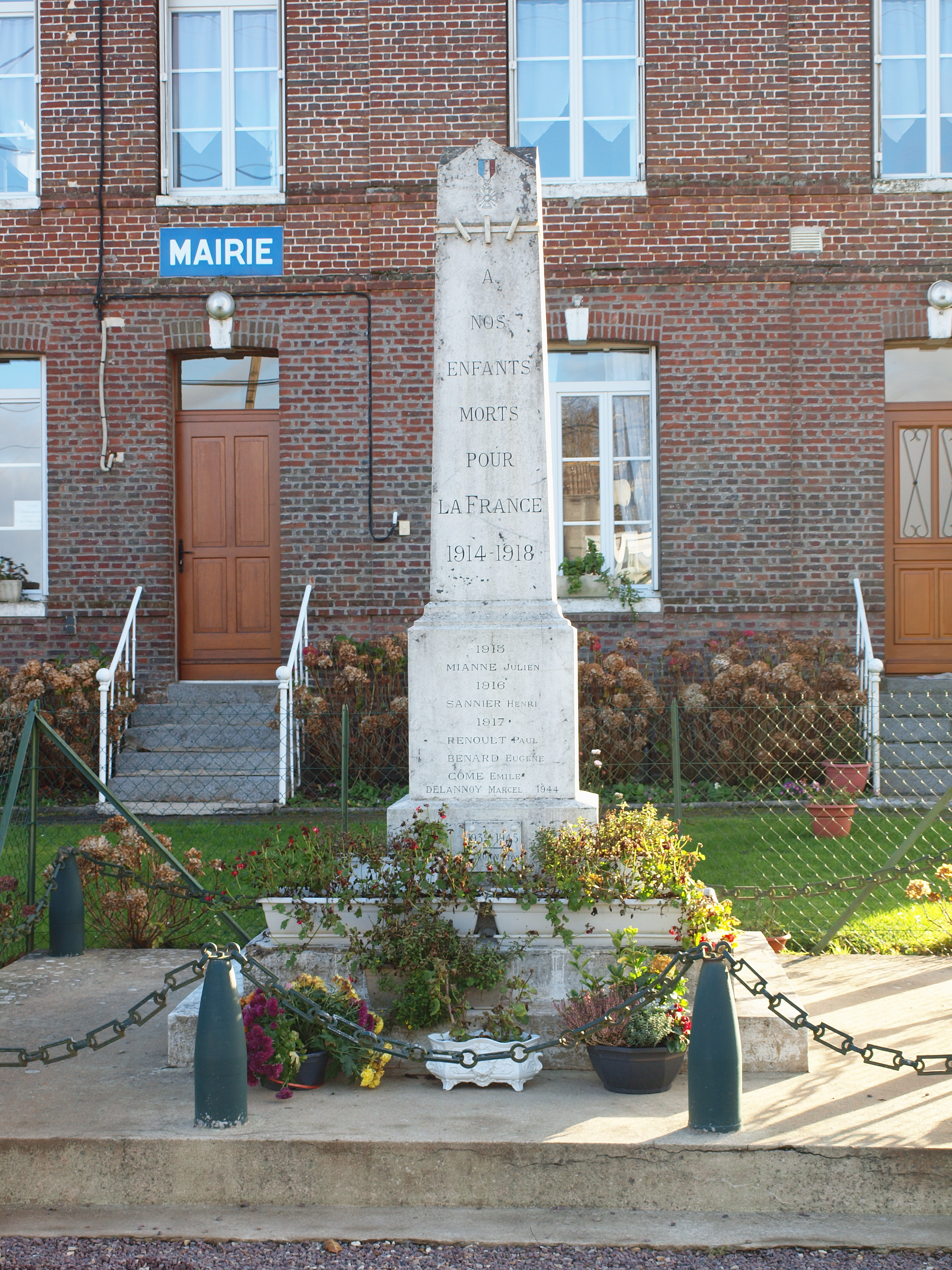
Le monument aux morts